# Карен Карпентер
Карен Енн Карпентер (англ. Karen Anne Carpenter; 2 березня 1950 року, Нью-Гейвен, Коннектікут, США — 4 лютого 1983 року, Дауні, Каліфорнія, США) — американська співачка (джазвумен) і барабанщиця. З 1969 року учасниця заснованого нею гурту The Carpenters з відмінним контральто у три октави. Її боротьба з нервовою анорексією та смерть від неї у 32 роки підвищили обізнаність суспільства та вчених про харчові розлади й дисморфофобію.

## Біографія і кар'єра
Карен Енн Карпентер народилася 2 березня 1950 року в Нью-Гейвен (штат Коннектикут, США) в сім'ї Агнес Рівер Татум і Гарольда Бертрама Карпентера. Мала брата Річарда (нар. 1946).
В юності Карен любила грати в бейсбол, а її брат з виявляв інтерес до музики.
В 1963 році разом із сім'єю переїхала в Давні, передмістя Лос-Анджелеса, штат Каліфорнія. Почала вчитися грі на барабанах у середній школі, а після її закінчення приєдналася до хору Університета штату Каліфорнія, Лонг-Біч. В оркестрі маршових барабанщиків вона грала на металофоні.
Надихнувшись грою на барабані одного з оркестрантів, Френкі Чавеза, Карпентер стала настукувати ритми до своїх улюблених музичних записів, використовуючи в якості барабанної установки барні стільці і палички для їжі.
У 1965 році брат Карен з братом Річард заснувала The Richard Carpenter Trio, в яку входив Річард (клавішні), Карен (ударні) і Вес Джейкобс (бас-гітара і туба). 24 червня 1966 року тріо перемогло на престижному конкурсі музикантів-аматорів «Битва музичних банд» (англ. Battle of Bands). У 1967 році було організовано новий гурт під назвою Spectrum і укладено контракт зі звукозаписною компанією RCA Records. У 1969 році гурт змінив назву на Carpenters і підписала контракт з компанією A&M Records.

Після кількох років гастролей і записів пісень в 1969 році The Carpenters підписали контракт з A&M Records. Вони досягли величезного комерційного успіху протягом 1970-х. Спочатку Карпентер була постійною барабанщицею гурту, але поступово стала фронтвумен, оскільки її гра на барабанах звелася до участі лише в кількох живих виступах або записах треків для альбомів. Поки The Carpenters були у відпустці наприкінці 1970-х, Карен записала сольний альбом, який вийшов через 13 років після її смерті.

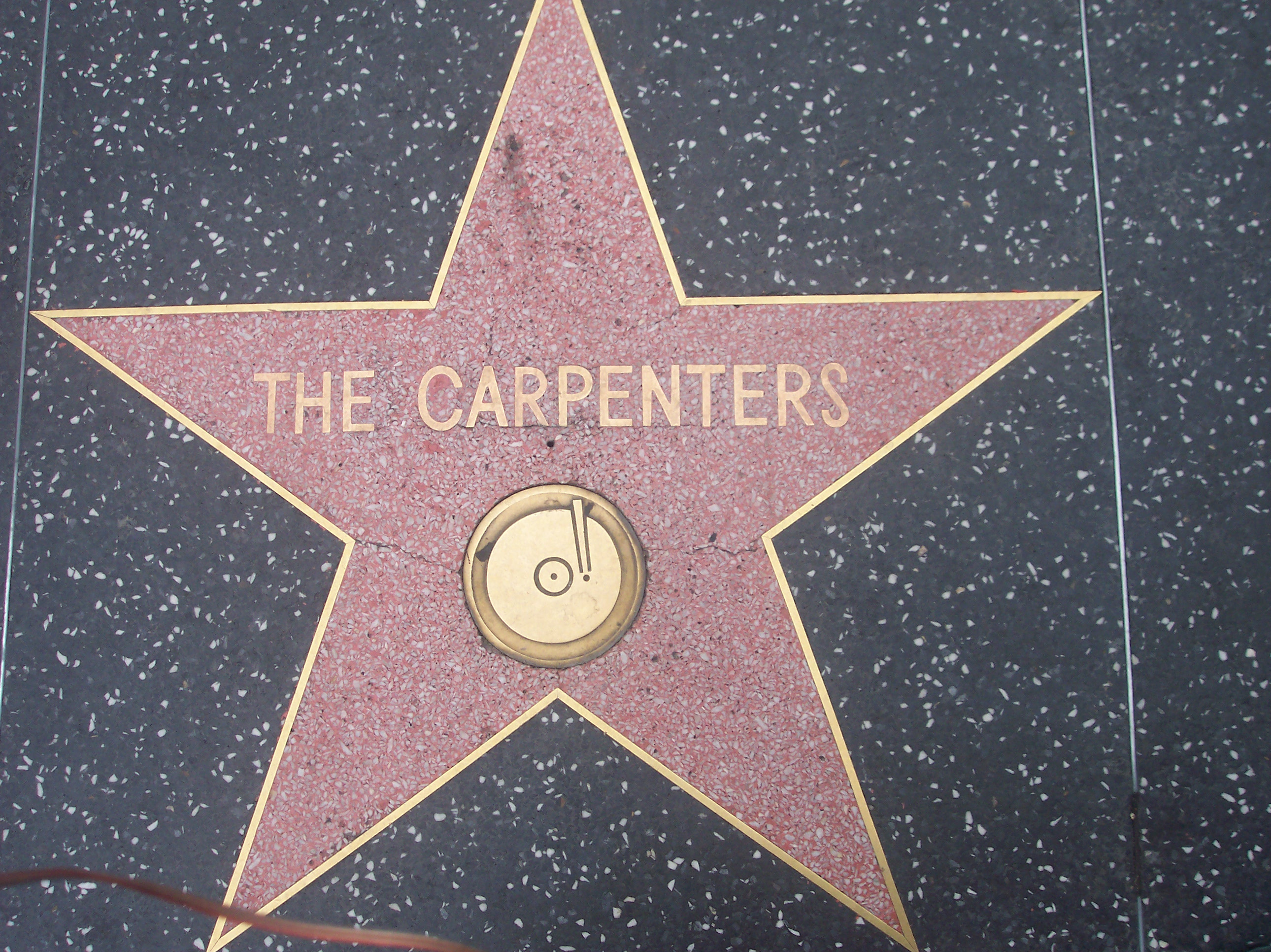
Зірка Carpenters на голлівудській «Алеї слави».

З 1970 по 1984 роки 17 синглів гурту потрапили в американський хіт-парад Top 20 Hits. Carpenters мають 10 «золотих» синглів, дев'ять золотих альбомів, шість «мультиплатинових» альбомів. Вони тричі ставали володарями премії Греммі. На сьогодні продано понад 100 млн записів гурту.
12 жовтня 1983 року Carpenters отримали зірку на голлівудській «Алеї слави».

## Смерть
З 1967 року Карпентер почала сидіти на дієтах і до 1975 року втратила значну частину ваги.
31 серпня 1980 року одружилася з Томасом Джеймсом Беррісом. Шлюб не був щасливим і в листопаді 1981 року пара подала на розлучення, але розлучитися до її смерті вони не встигли.
4 лютого 1983 року їй стало погано з серцем у будинку батьків. Її доставили в лікарню, де вона померла через 20 хвилин. Причиною смерті була названа серцева недостатність, викликана нервовою анорексією. Похована 8 лютого 1983 року.
Карен Карпентер померла у 32 роки від серцевої недостатності внаслідок ускладнень нервової анорексії, про яку на той час було мало відомо. Її смерть пригорнула увагу та призвела до збільшення обізнаності про харчові розлади. Інтерес до її життя та смерті породив численні документальні фільми та фільми. У 2010 році Карен Карпентер увійшла до списку 100 найкращих співачок усіх часів за версією американського журналу Rolling Stone.
Після її смерті брат записав два сольні альбоми, що не мали комерційного успіху.